# Andrew Stewart, 1. Lord Stewart of Ochiltree
Andrew Stewart, 1. Lord Stewart of Ochiltree († 1548) war ein schottischer Peer.
Er entstammte einer Nebenlinie des Hauses Stewart. Er war der älteste Sohn des Andrew Stewart, 1. Lord Avondale aus dessen Ehe mit Margaret Kennedy, Tochter des John Kennedy, 2. Lord Kennedy. Als sein Vater 1513 in der Schlacht von Flodden Field fiel, beerbte er diesen als 2. Lord Avondale.
1524 hatte er das Hofamt des Master Usher of the King’s Chamber inne, 1527 war er Sheriff von Dunbartonshire.
Am 15. März 1543 verzichtete er zugunsten der Krone auf den Titel Lord Avondale und bekam stattdessen den Titel Lord Stewart of Ochiltree verliehen. Mit königlichem Einverständnis hatte er hierzu das mit seinem Adelstitel verbundene Territorium, die feudale Baronie Avondale, mit Sir James Hamilton of Finnart, Sohn des James Hamilton, 1. Earl of Arran, gegen dessen feudale Baronie Ochiltree getauscht.
Im August 1515 hatte er Lady Margaret Hamilton, Tochter des James Hamilton, 1. Earl of Arran, geheiratet. Mit ihr hatte er vier Kinder:
- Isabel Stewart ⚭ Duncan Macfarlane of that Ilk;
- Margaret Stewart († 1606) ⚭ Sir Roger Aston;
- Andrew Stewart, 2. Lord Stewart of Ochiltree (um 1521–1602);
- Walter Stewart (* um 1522).

Als er 1548 starb, beerbte ihn sein älterer Sohn Andrew als 2. Lord Stewart of Ochiltree.